# Mary Toft
Mary Toft (gedoopt in Godalming, 21 februari 1703 – 13 januari 1763), soms ook geschreven als Mary Tofts, was een Engelse vrouw uit de vroegmoderne tijd die bekend werd door de bewering – al snel door verschillende vooraanstaande artsen onderzocht – dat ze zeventien konijnen en delen van andere dieren zou hebben gebaard.

## Vroege leven
Toft werd omstreeks 1703 geboren als dochter van John en Jane Denyer. Ze werd in februari van dat jaar gedoopt in Godalming. Ze trouwde rond 1720 met Joshua Toft. Joshua Toft werkte in de lokale wolindustrie en Mary Toft werkte incidenteel als landarbeider. Het gezin, dat in 1724 bestond uit de ouders, twee dochters en een zoon, was betrekkelijk arm.
In augustus 1726 zou Toft een miskraam ondergaan. Eind september beweerde ze echter haar eerste dieren op de wereld te hebben gezet.

## De bevallingen en beweringen van Toft
Toft beweerde in april van 1726 een konijn achterna te hebben gezeten, omdat ze zin zou hebben gehad in konijnenbout. Het konijn ontsnapte echter en Toft bleef er maar aan denken. Op 27 september 1726 beweerde Toft opnieuw bevallen te zijn. Er werd een arts, John Howard, bij gehaald, die het verhaal verifieerde en aangaf dat Toft bevallen was van drie kattenpootjes en een konijnenpootje. Gaandeweg zouden er meer bevallingen zijn geweest, veelal bestaande uit al dan niet levende konijnen.
De arts van koning George I van Groot-Brittannië, Nathaniel St André, werd al snel erbij gehaald en was erbij toen het 15e konijn 'geboren' werd. Net als Howard was hij gelijk overtuigd van het verhaal. De koning was echter nog niet overtuigd en stuurde achtereenvolgens Cyrius Ahlers en sir Richard Manningham. Beiden vonden het verhaal verdacht en Manningham zou Toft uiteindelijk ontmaskeren.
Eind november werd Toft meegenomen naar Londen, waar ze uiteindelijk zou bekennen dat het verhaal niet waar was, maar pas nadat er aanzienlijke druk op haar was gezet en er gedreigd was met strikte maatregelen. Ze werd echter niet bestraft – hoewel men wel zocht naar een manier om haar te bestraffen – omdat het broodjeaapverhaal niet onder de definitie van fraude viel; Toft was er financieel niet beter van geworden, een voorwaarde voor een dergelijke uitspraak.

## Latere leven
Toft keerde hierop terug naar Godalming, waar ze een lokale beroemdheid werd. Er zouden verschillende pamfletten verschijnen over haar. Toft zou ruim een jaar later nog één keer bevallen, nu echter van een mensenmeisje, Elizabeth.
In 1740 kwam ze nog één maal in de archieven voor; ze zou gestolen waar in bezit hebben gehad. Ze stierf in 1763 op 59-jarige leeftijd.

## Historische waarde

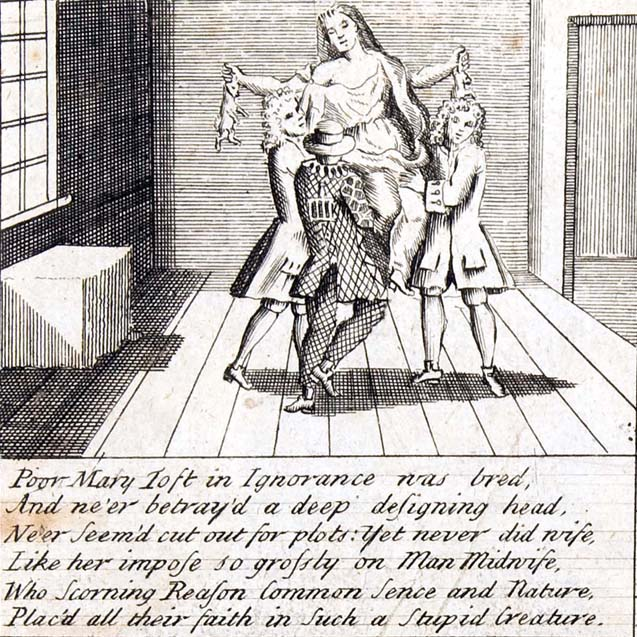
Onderdeel van een gedicht over Mary Toft

Hoewel veelal het verhaal van Toft wordt vertelt als een mooi voorbeeld van een broodjeaapverhaal met grote gevolgen, een voorbeeld van hoe 'dom' historische mensen wel niet zouden zijn, heeft het verhaal zeker aanzienlijke historische waarde. Zo meent genderhistorica en professor Karen Harvey dat het heel goed mogelijk is dat het verhaal een voorbeeld is van een stil protest. In de 18e eeuw waren konijnen bezit geworden van landeigenaars. Daarvoor waren ze echter wilde dieren en mocht er ook door arme mensen gejaagd op hen worden. Dit veranderde echter, want door het instellen van eigenaarschap, werd dit verboden. Hierop kon dan de doodstraf staan. Dat Toft dus vertelde dat ze in april 1726 een konijn achterna had gezeten, had ze met de dood kunnen bekopen. Dat er niet gepoogd is om haar hiervoor te vervolgen, toont dus niet alleen de effectiviteit van haar protest, maar verklaart ook waarom anderen die bekend waren met haar, hierin mee gingen.
Daarnaast vertelt het verhaal ook een en ander over de medische stand van zaken in deze tijd. Harvey beschrijft wat zij maternal impression oftewel moederlijke indruk noemt. In deze tijd bestond het idee dat wanneer iets een moeder heel erg bezig hield, of de moeder slechte ervaringen had, dit tot een 'monsterlijke' geboorte zou kunnen leiden. Joseph Merrick beweerde dat zijn unieke uiterlijk hier ook door was veroorzaakt; zijn moeder zou tijdens haar zwangerschap zijn geschrokken van een olifant. Deze gedachtegang lijkt vergezocht, maar tegenwoordig is er steeds meer aandacht voor de effecten van stress tijdens een zwangerschap.
Daarnaast hadden artsen simpelweg weinig kennis van de wijze waarop zwangerschap en bevalling verliepen. Dit was jarenlang het domein van vroedvrouwen. Dit zou veranderen op het moment dat artsen operaties konden verrichten, iets wat onder invloed van het ontstaan van de anesthesie en microbiologie pas midden 19e eeuw zou plaatsvinden. Zo kon het dat wanneer artsen onderzoek deden, zij dit onder een deken die over de kraamvrouw lag deden en haar niet daadwerkelijk konden zien. Het is dan ook niet zo vreemd dat Toft de konijnen op deze wijze kon aanvoeren. Daarnaast bestond - onder invloed van de lage kennisgraad onder artsen - het idee dat alle foetussen gelijk ontwikkelden, dieren stopten echter eerder in hun ontwikkeling dan mensen. Vanuit deze gedachtegang is het dan ook goed te verklaren dat men geloofde dat een mensenvrouw konijnen kon baren.
- Gemeinsame Normdatei: 1209749807
- International Standard Name Identifier: 0000 0000 3030 2975
- Library of Congress Control Number: n95011490
- Nationale Bibliotheek van Israël: 987007319652405171
- Système universitaire de documentation: 255029748
- Virtual International Authority File: 11548390
- WorldCat: E39PBJjtbXbG3KwCF3DHJYbWXd